# Давиденко Олександр Гаврилович
Олександр Гаврилович Давиденко (7 вересня 1953, Київ, Українська РСР, СРСР) — український радянський хокеїст, нападник.

## Спортивна кар'єра
Виступав за клуби «Динамо» (Київ), «Сокіл» (Київ), СКА МВО (Липецьк) і «Машинобудівник» (Київ). У 70-х роках, з місцевих хокеїстів лише Юрій Павлов і Олександр Давиденко мали постійне місце в основі київського клубу. Всього за «Сокіл» у чемпіонаті провів 261 матч (42 закинуті шайби); у тому числі у вищій лізі — 16 ігор. Один з найрезультативніших гравців «Машинобудівника» в чемпіонаті СРСР — 113 голів.

## Статистика
| Сезон   | Команда                 | Ліга  | І  | Г  | П | 0  | Штр |
| ------- | ----------------------- | ----- | -- | -- | - | -- | --- |
| 1971-72 | «Динамо» (Київ)         | перша | 15 | 3  | 2 | 5  | 2   |
| 1972-73 | «Динамо» (Київ)         | перша | 46 | 9  | 2 | 11 | 26  |
| 1973-74 | «Сокіл» (Київ)          | перша | 44 | 4  | 3 | 7  | 30  |
| 1974-75 | «Сокіл» (Київ)          | перша | 39 | 7  | 1 | 8  | 12  |
| 1975-76 | СКА МВО (Липецьк)       | перша | 37 | 8  | 2 | 10 | 20  |
| 1976-77 | «Сокіл» (Київ)          | перша | 52 | 12 | 5 | 17 | 42  |
| 1977-78 | «Сокіл» (Київ)          | перша | 49 | 7  | 8 | 15 | 16  |
| 1978-79 | «Сокіл» (Київ)          | вища  | 16 | 0  | 0 | 0  | 10  |
| 1979-80 | «Машинобудівник» (Київ) | друга | -  | 34 | - | -  | -   |
| 1980-81 | «Машинобудівник» (Київ) | друга | -  | 56 | - | -  | -   |
| 1981-82 | «Машинобудівник» (Київ) | друга | 41 | 23 | 8 | 31 | 47  |